# Stuttgart
Stuttgart is de hoofdstad van de Duitse deelstaat Baden-Württemberg en is met 630.305 inwoners (31 december 2020) de zesde stad van Duitsland, na Berlijn, Hamburg, München, Keulen en Frankfurt am Main. De stad ligt aan de Neckar in de streek Zwaben. Bestuurlijk is Stuttgart een kreisfreie Stadt; in Baden-Württemberg ook Stadtkreis genaamd.
De stad staat bekend als industriestad. De automerken Mercedes-Benz en Porsche zijn er gevestigd en ook het elektronica- en autotoeleveranciersbedrijf Bosch heeft er zijn bakermat. Daarnaast is Stuttgart van belang als cultureel centrum en als sportstad. Stuttgart is de geboortestad van de filosofen Georg Hegel en Max Horkheimer, de politicus Richard von Weizsäcker en de regisseur Roland Emmerich.

## Geschiedenis
Stuttgart kreeg in de 13e eeuw stadsrechten van de markgraven van Baden, maar was in latere eeuwen vooral het centrum van het concurrerende Württemberg, dat van 1806 tot 1918 een koninkrijk was. Vanaf 1918 was Stuttgart de hoofdstad van deelstaten, achtereenvolgens Württemberg (tot 1945), Württemberg-Baden en Baden-Württemberg (vanaf 1952). In de Tweede Wereldoorlog leed de stad grote schade tijdens geallieerde luchtaanvallen: aan het einde van de oorlog was 57,5% van de gebouwen vernield.
Met de auto-industrie van Stuttgart zijn de namen van Carl Benz, Gottlieb Daimler en Ferdinand Porsche verbonden.
Na de burgemeestersverkiezingen van 2012 werd Stuttgart de eerste hoofdstad van een Duitse deelstaat met een groene burgemeester, namelijk Fritz Kuhn.
In Stuttgart werd in 1919 de Waldorf-school opgericht, de allereerste vrijeschool ter wereld. Emil Molt, de directeur van de Waldorf-Astoria sigarettenfabriek, richtte de school op voor de kinderen van zijn arbeiders en vroeg Rudolf Steiner om de pedagogie en didactiek te verzorgen ('Waldorf-pedagogie').

## Stadsdelen

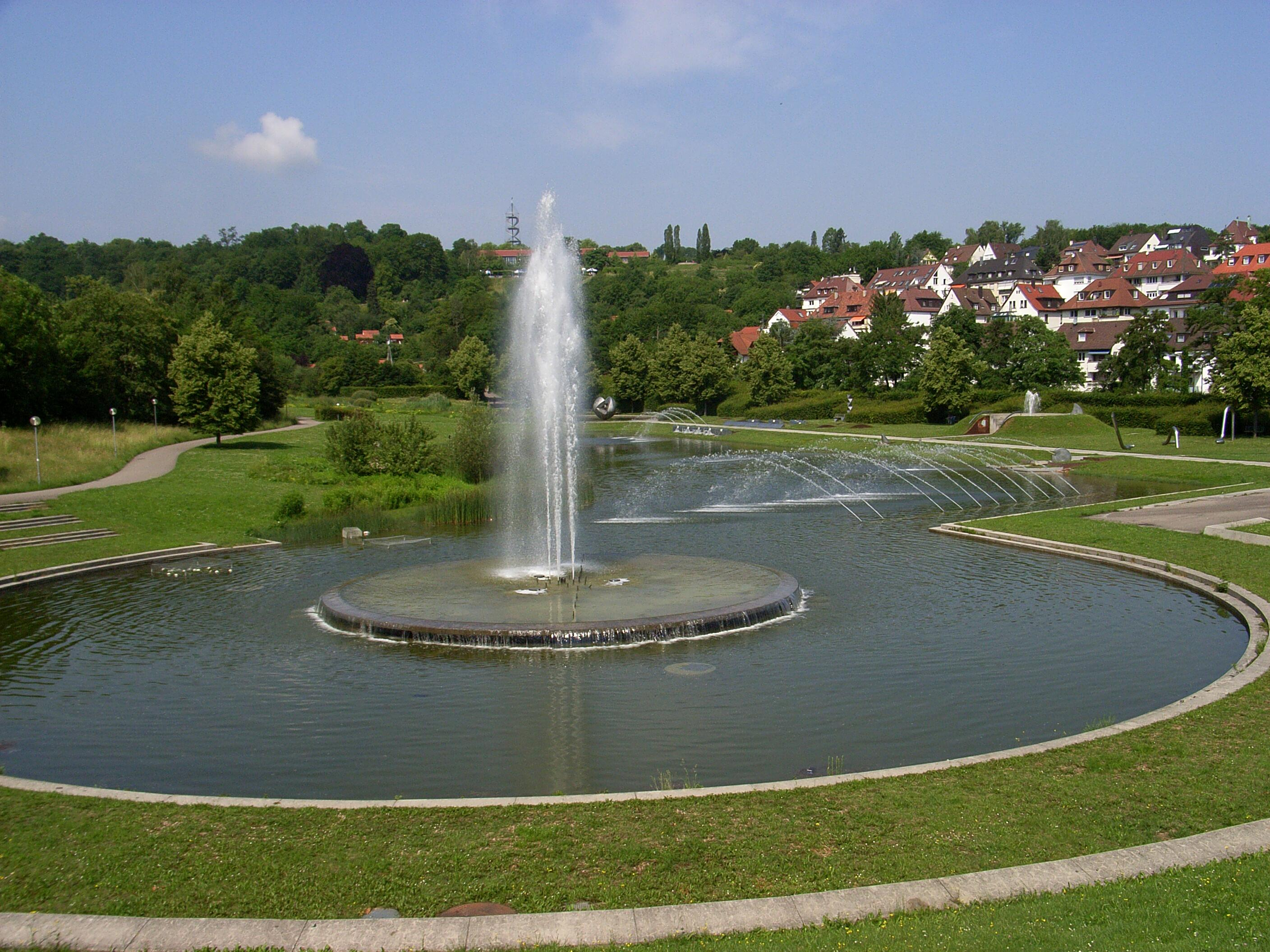
Killesbergpark

Stuttgart bestaat uit de binnenstadsdelen Stuttgart-Mitte, Stuttgart-Nord, Stuttgart-Ost, Stuttgart-Süd, en Stuttgart-West, en daaromheen de stadsdelen Bad Cannstatt, Birkach, Botnang, Degerloch, Feuerbach, Hedelfingen, Möhringen, Mühlhausen, Münster, Obertürkheim, Plieningen, Sillenbuch, Stammheim, Untertürkheim, Vaihingen, Wangen, Weilimdorf, en Zuffenhausen.
In het stadsdeel Bad Cannstatt bevinden zich de MHPArena en het Mercedes-Benzmuseum. Ook is hier Wilhelma te vinden, een dierentuin annex botanische tuin.
In het stadsdeel Stuttgart-Nord ligt de Weißenhofsiedlung, een groep huizen uit 1927 die een staalkaart vormen van het nieuwe bouwen uit die tijd.
Drie parken – de Schlossgarten, het Rosensteinpark en het Killesbergpark – vormen samen een "groene U" rond een deel van de stad, met een totale lengte van acht kilometer.

## Politiek
Als Kreisfreie Stadt wordt Stuttgart bestuurd door een Oberbürgermeister en een aantal Bürgermeister, die samen het stadsbestuur vormen; elk van deze burgemeesters heeft zijn eigen bevoegdheden. De Oberbürgermeister is tevens lid en voorzitter van de gemeenteraad, dat over alle belangrijke aangelegenheden in de stad beslist. De gemeenteraad wordt om de vijf jaar verkozen.
De stad geeft haar inwoners ook de mogelijkheid om de begroting te beïnvloeden, met name door de website "Bürgerhaushalt" ("burgerbegroting") waar inwoners voorstellen kunnen indienen over mogelijke uitgaven en spaarmaatregelen.

### Stedenbanden
Stuttgart begon reeds in 1948 met het afsluiten van jumelages met buitenlandse steden. De nadruk lag in het begin op de verzoening na de Tweede Wereldoorlog. Tegenwoordig ligt de klemtoon vooral op banden tussen burgers en verenigingen over de grenzen heen. In 2014 vierden Stuttgart en Brno het vijfentwintigjarig bestaan van hun jumelage met een bezoek van burgemeester Kuhn aan Brno en een tentoonstelling.
Een korte geschiedenis van deze partnerschappen is te vinden op de website van de stad.
Stuttgart heeft de volgende partnersteden (in chronologische volgorde):
- St Helens (Engeland, Verenigd Koninkrijk, sinds 1948)
- Cardiff (Wales, Verenigd Koninkrijk, sinds 1955)
- Saint Louis (Verenigde Staten, sinds 1960)
- Straatsburg (Frankrijk, sinds 1962)
- Menzel Bourguiba (Tunesië, sinds 1971)
- Mumbai (India, sinds 1968)
- Caïro (Egypte, sinds 1979)
- Łódź (Polen, sinds 1988)
- Brno (Tsjechië, sinds 1989)
- Samara (Rusland, sinds 1992)

## Cultuur
In Stuttgart en omgeving vindt men een breed cultureel aanbod. Naast de hieronder beschreven instellingen en evenementen zijn er ook evenementen die verschillende culturele domeinen combineren, zoals de Französische Wochen (zie Internationale cultuur) en de "stuttgartnacht". De stad verleent vele culturele evenementen financiële ondersteuning.
De Kulturgemeinschaft Stuttgart ontstond in 1924 uit de arbeiderbeweging en is naar eigen zeggen de grootste Duitse organisatie van bezoekers van culturele evenementen. De organisatie biedt niet alleen culturele abonnementen aan maar organiseert ook zelf klassieke concerten en balletvoorstellingen.
Het initiatief KULTUR FÜR ALLE Stuttgart heeft als doel om mensen met weinig geld gratis aan culturele evenementen te laten deelnemen. Sinds januari 2010 kunnen jaarlijks meer dan 65.000 inwoners van Stuttgart van dit aanbod profiteren. Sinds mei 2014 is Marli Hoppe-Ritter – mede-eigenares van Ritter Sport – beschermvrouw van dit initiatief.
Het Kulturwerk in het oosten van de stad is een initiatief van de maatschappelijke onderneming NEUE ARBEIT GmbH (een dochteronderneming van de Evangelische Gesellschaft Stuttgart) met als doel een laagdrempelige toegang tot kennis en cultuur aan te bieden. Het aanbod omvat theater, dans, cabaret, concerten en kleinkunst.
In het oosten van de stad is eveneens de vereniging Kulturtreff Stuttgart-Ost actief. Deze vereniging heeft als doel het culturele leven en de maatschappelijke verbondenheid in dit stadsdeel te bevorderen, en organiseert hiervoor onder andere toneelopvoeringen, lezingen, muzikale evenementen en rondleidingen.
Forum 3 is een onafhankelijk jeugd- en cultuurcentrum dat naast het Forum Theater ook plaats biedt aan cursussen rond cultuur, lichaamsbeweging en handwerk, en aan voordrachten rond actuele thema's.

### Klassieke muziek en dans
Het Staatstheater Stuttgart biedt opera, ballet en toneel aan en vormt wereldwijd een van de grootste organisaties die deze drie kunsten combineert.
De Oper Stuttgart werkte in het verleden reeds samen met o.a. de componist Carl Maria von Weber en met de dirigenten Carlos Kleiber en Riccardo Chailly. Ook worden twee-driemaal per jaar eigen producties voor een jong publiek aangeboden.
Het Stuttgarter Ballett is naar eigen zeggen een van de meest gerenommeerde balletgezelschappen ter wereld. De choreograaf John Cranko leverde als intendant (1961–1973) een belangrijke bijdrage tot deze bekendheid.
Het conservatorium, thans de Staatliche Hochschule für Musik und Darstellende Kunst Stuttgart werd van 1900 tot 1907 geleid door Samuel de Lange.
De Stuttgarter Philharmonie werd in 1924 opgericht en werkte al vroeg samen met grote dirigenten en solisten zoals Hans Knappertsbusch en Fritz Kreisler. Belangrijke dirigenten na de Tweede Wereldoorlog waren Hans Zanotelli en Wolf-Dieter Hauschild.
In 1981 stichtte de dirigent Helmuth Rilling de Internationale Bachakademie Stuttgart. Deze stichting organiseert de jaarlijkse Bachwoche en het MusikfeSTuttgart.
De in 1898 gestichte Hugo Wolf-Verein werd in 1990 omgedoopt in Internationale Hugo-Wolf-Akademie für Gesang, Dichtung, Liedkunst. Deze vereniging organiseert concerten, masterclasses en een internationale zangwedstrijd.
Daarnaast heeft Stuttgart ook een Mozart-Gesellschaft die teruggaat op een vereniging die in 1888 gesticht werd.
Sinds 2010 vindt in Stuttgart jaarlijks het Fortepiano-Festival Stuttgart plaats.

### Toneel
Stuttgart telt talrijke theaters en toneelgezelschappen.
Het Schauspielhaus, met Armin Petras als huidige intendant, maakt deel uit van de Staatstheater Stuttgart. Het probeert ook een jong publiek voor theater te interesseren, onder andere door inleidingen en nabesprekingen bij opvoeringen, en door actieve deelname aan opvoeringen mogelijk te maken.
Altes Schauspielhaus und Komödie im Marquardt e.V. verenigt meerdere gezelschappen en theaters. Het Alte Schauspielhaus in het stadscentrum werd in 1983 gerenoveerd en biedt zowel nieuw werk aan als klassieke stukken met relevantie voor het heden. Het "Theater unterm Dach" speelt sinds 2003 stukken met een of twee acteurs. Het "Theater über den Wolken" speelt op 150 meter hoogte in de tv-toren in Degerloch.
Het Wilhelma Theater in het noorden van de stad (Bad Cannstatt) ging open in 1840 maar werd in de jaren 1960–1970 bijna afgebroken. In de jaren 1980 werd het gerestaureerd. Naast het eigen aanbod komen hier ook producties door studenten van de Staatliche Hochschule für Musik und Darstellende Kunst op de planken.
Het Theater der Altstadt werd in 1958 opgericht door de dramaturg Klaus Heydenreich als een podium voor ongewone stukken en avant-garde-theater dat elders in Stuttgart te weinig aan bod kwam.
Het in 1961 opgerichte Renitenztheater is het oudste cabarettheater van Stuttgart.
Het in 1975 opgerichte Theater tri-bühne brengt zowel klassieke als moderne stukken en wil politieke, maatschappelijke en artistieke eisen verbinden met poëzie en speelvreugde.
Het Theaterhaus opende in maart 1985 en is sinds 2003 gehuisvest in de Rheinstahlhalle aan het Pragsattel in het noorden van de stad. Naast theater biedt het Theaterhaus ook muziek en dans.
Theater Rampe is een onafhankelijk gezelschap dat in 1984 opgericht werd en biedt vooral modern werk aan.
LOKSTOFF! is een toneelgroep die in 2002 opgericht werd en toneel in openbare ruimtes brengt. Ze speelden onder andere reeds op de luchthaven, in U-Bahn-stations, in het station en in de stadsbibliotheek.
Het Forum Theater biedt elk seizoen enkele eigen producties, aangevuld door gastproducties. De actuele maatschappelijke relevantie van de producties, inclusief ethische vragen, is hierbij steeds belangrijk. Oorspronkelijk werd het Forum Theater financieel gedragen door Forum 3; sinds 2008 is het een GmbH met financiële steun van de stad Stuttgart.
Teilchenbeschleuniger (letterlijk "deeltjesversneller") ging in het seizoen 2011–2012 van start en is een koepelvereniging van onafhankelijke dans- en toneelkunstenaars.
Het Junges Theater Stuttgart (JES) ging in het seizoen 2003/2004 van start. Het biedt voorstellingen voor kinderen en jongeren aan, en werkt op het vlak van theaterpedagogie. Stuttgart is een van de steden waar de organisatie LAG TheaterPädagogik Baden-Württemberg actief is. Daarnaast bestaan nog meerdere andere gezelschappen en organisaties die voorstellingen voor kinderen aanbieden, waaronder ook poppentheater.
Naast deze professionele theatergezelschappen bestaat er ook amateurtheater, zowel in het Duits (inclusief dialect) als in andere talen. Het ABV-Zimmertheater ging van start in 1921 en is naar eigen zeggen het oudste amateurtheater in Stuttgart.

### Bezienswaardigheden

#### Musea
Stuttgart telt vele grote en kleine musea. In het voorjaar nemen vele musea, galerijen, historische gebouwen en ateliers in de stad deel aan de Lange Nacht der Museen. Dit evenement biedt de gelegenheid om plaatsen te bezoeken die anders niet voor het publiek toegankelijk zijn, musea en tentoonstellingen blijven langer geopend, en er zijn concerten en party's tot vroeg in de ochtend.
Art Alarm is een jaarlijks georganiseerde rondgang door de kunstgalerijen van Stuttgart.

##### Grote musea

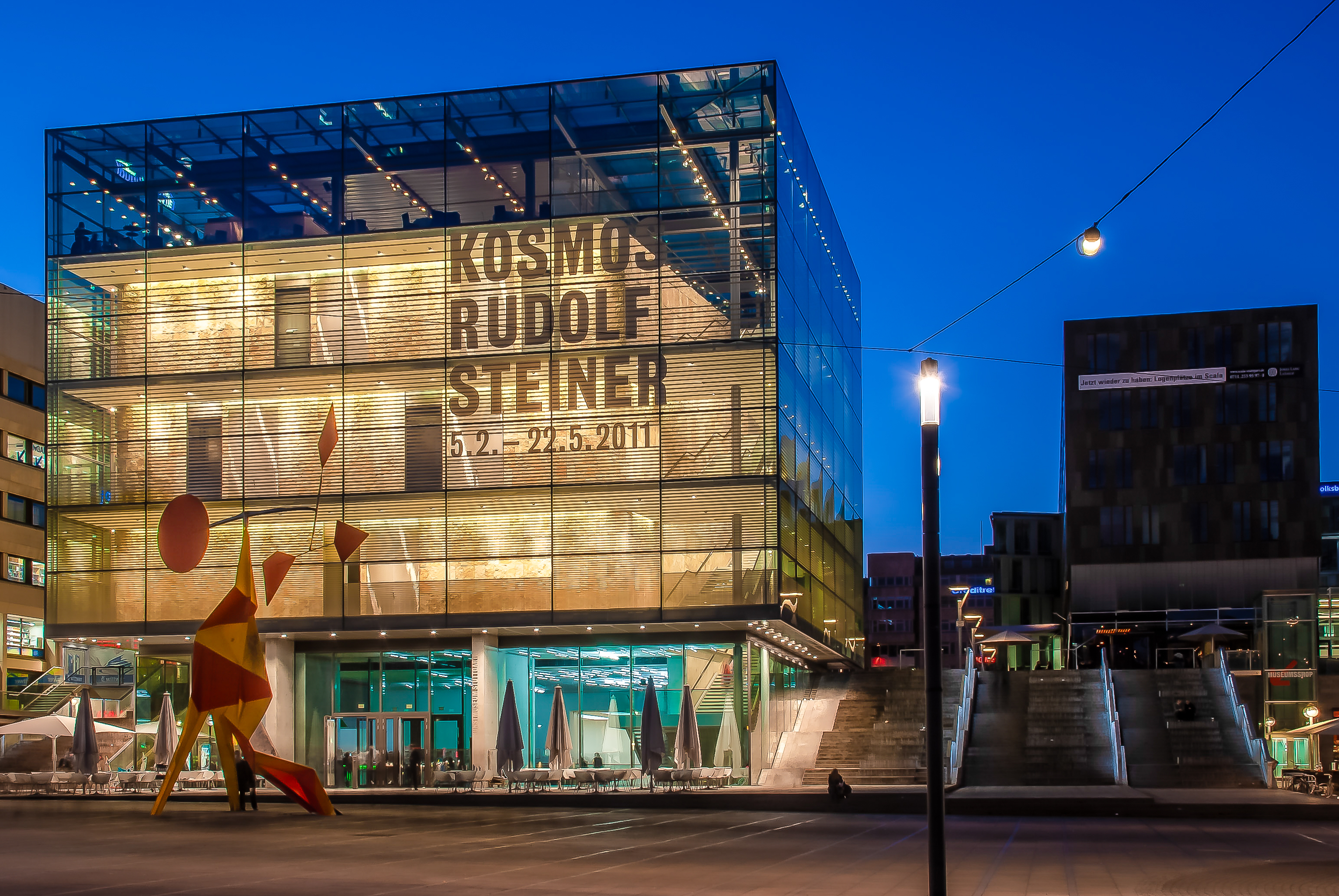
Kunstmuseum aan het Schlossplatz

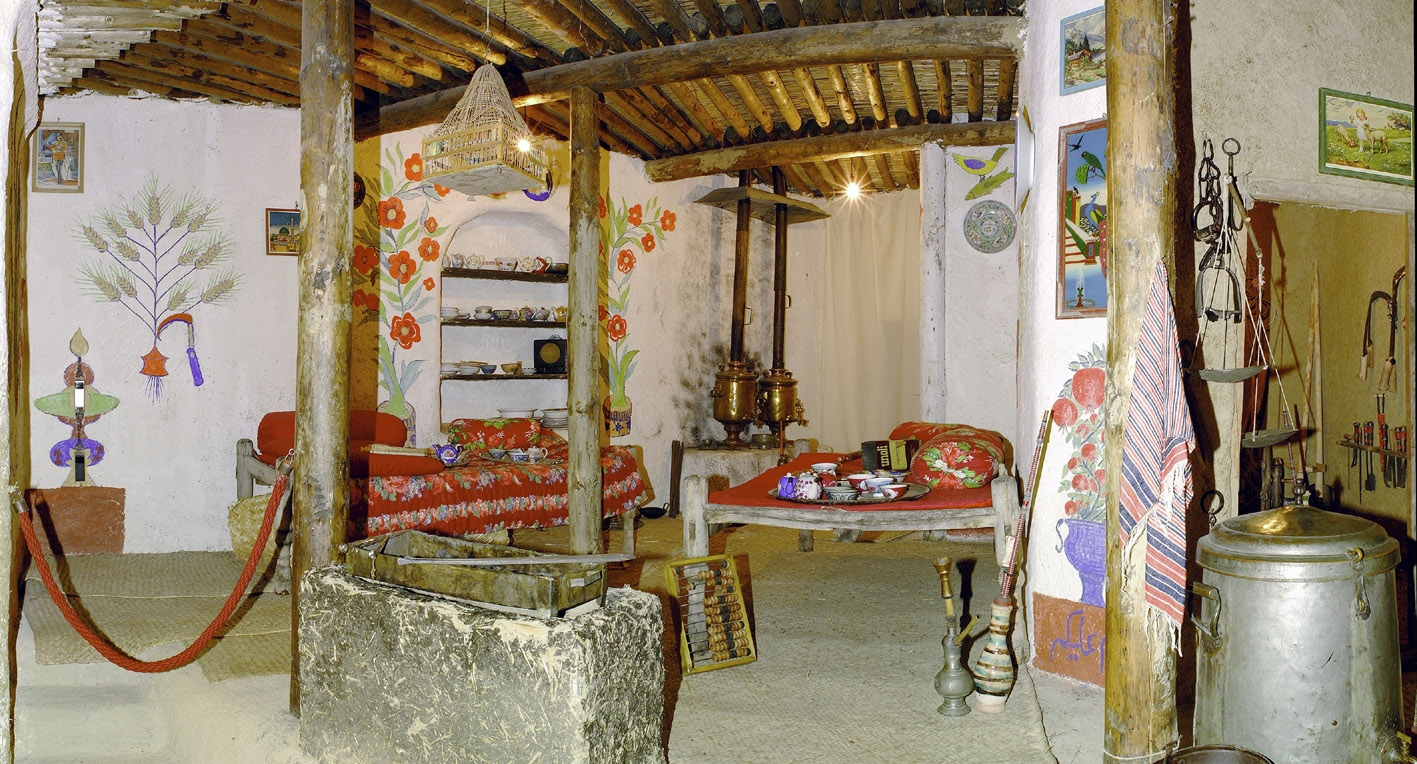
Gereconstrueerde straat uit de bazaar van Tasjkoergan, Afghanistan, in het Linden-Museum

- Het Kunstmuseum Stuttgart bevindt zich in een opvallend kubusvormig gebouw met glazen wanden in het centrum van de stad. Naast de permanente tentoonstellingen, die kunst van de 18de eeuw tot heden omvat (o.a. Otto Dix), organiseert het museum jaarlijks drie of vier grote tentoonstellingen en enkele kleinere.[93][94]

- De Staatsgalerie Stuttgart bevindt zich in een classicistisch gebouw waaraan een postmoderne uitbreiding van James Stirling toegevoegd werd. De collectie bevat kunst van de veertiende tot de twintigste eeuw. Daarnaast organiseert het museum tijdelijke tentoonstellingen, rondleidingen (b.v. thematische rondleidingen en rondleidingen voor kinderen), evenementen voor kinderen en zelfs taalcursussen.[93][95][96]

- De in 1827 opgerichte Württembergische Kunstverein bevindt zich in het stadscentrum en ziet zichzelf als een plaats voor discussies over de maatschappelijke en politieke rol van hedendaagse kunst. Ook niet-westerse standpunten komen hierbij aan bod. Zoals de naam zegt beschikt de Württembergische Kunstverein niet alleen over een tentoonstellingsruimte en een archief maar is het ook een vereniging met ongeveer 3000 leden.[93][97]

- De ifa-Galerie Stuttgart van het Institut für Auslandsbeziehungen (ifa) stelt vooral hedendaagse kunst uit Afrika, Azië, Latijns-Amerika en Oost-Europa tentoon. Naast de traditionele beeldende kunsten komen hier ook installaties en videokunst aan bod.[93][98]

- Het Haus der Geschichte Baden-Württemberg biedt naast een permanente tentoonstelling over de geschiedenis van Zuidwest-Duitsland sinds 1790 ook tijdelijke tentoonstellingen over meer specifieke periodes of aspecten van deze geschiedenis.[93][99] Zo organiseerde het van juni 2013 tot februari 2014 de eerste grote tentoonstelling over de Rote Armee Fraktion, die in Baden-Württemberg zeer actief geweest was.[100][101][102]

- Het museum onderhoudt ook decentrale plaatsen en musea. Aan het Altes Schloss (het "Oude Kasteel") in het stadscentrum bevindt zich een herdenkingsplaats voor de verzetsstrijders Berthold en Claus Schenk von Stauffenberg.[103] Een andere decentrale tentoonstelling is "Hohenasperg - Ein deutsches Gefängnis": aan de hand van de biografieën van 22 gevangenen wordt hier de ontwikkeling van vrijheidsstraffen gedurende drie eeuwen geïllustreerd.[104] In 2011 begon het Haus der Geschichte eveneens met een project om het zogenaamde Hotel Silber als museum of herdenkingsplaats in te richten.[105]

- Het Neues Schloss in het centrum van Stuttgart

- Het Landesmuseum Württemberg bevindt zich in het Altes Schloss in het stadscentrum en biedt tentoonstellingen over de geschiedenis van Württemberg van de steentijd tot het begin van de twintigste eeuw.[93] Naar aanleiding van zijn 150-jarig bestaan heropende het museum in mei 2012 met de tentoonstelling "LegendäreMeisterWerke. Kulturgeschichte(n) aus Württemberg".[106][107] Het museum beschikt daarnaast over enkele bijhuizen buiten de stad, onder andere in het nabijgelegen Ludwigsburg en Leinfelden-Echterdingen.[108]

- Het Linden-Museum net buiten het stadscentrum is een museum voor volkenkunde en culturele antropologie met afdelingen over Amerika, Oceanië, Afrika, het Nabije Oosten en Zuid- en Oost-Azië.[93][109] Van oktober 2013 tot maart 2014 organiseerde het een tentoonstelling over de Inca's die de eerste van deze omvang in Europa was.[110][111][112] Het museum wordt onder andere ondersteund door de Gesellschaft für Erd- und Völkerkunde zu Stuttgart e. V. (GEV).[113]

- Het Staatliches Museum für Naturkunde Stuttgart is een natuurhistorisch museum dat in twee gebouwen ondergebracht is.[93] Het museum in het Schloss Rosenstein toont onder andere de evolutie van het leven op Aarde (met b.v. een opgezette olifant), het leven in de oceanen (met b.v. een 13 meter lange Noordse vinvis) en dieren en planten uit Zuidwest-Duitsland.[114]

- Het museum "am Löwentor" werd in 1985 geopend en herbergt een grote verzameling fossielen die hoofdzakelijk in Baden-Württemberg gevonden werden.[115]

- Het Mercedes-Benzmuseum in Bad Cannstatt beschikt over een collectie van 1500 tentoonstellingsobjecten, waarvan 160 voertuigen, die de geschiedenis van het autovervoer illustreren. De binnenkant van het gebouw is als een dubbele DNA-helix geconstrueerd.[93][116] In de maanden juli en augustus is er naast het museum ook een open-luchtbioscoop.[117] In Bad Cannstatt bevindt zich ook een herdenkingsplaats voor Gottlieb Daimler.[118]

- Het Porsche Museum in Zuffenhausen (in het noorden van Stuttgart) ging in januari 2009 open en toont 80 auto's en 200 andere objecten. Het gebouw rust op drie pijlers die de indruk geven dat de constructie zweeft.[93][119][120]

- Het Deutsches Landwirtschaftsmuseum van de Universität Hohenheim in het zuiden van de stad werd in 1972 geopend en toont de evolutie van akkerbouw en veeteelt. De kern van de collectie bestaat uit de "Hohenheimer Modellsammlung", waarmee in 1818 begonnen werd.[93][121][122] Het museum beschikt onder andere over een verzameling van 70 historische tractoren.[123] Op de campus van de universiteit bevindt zich ook het "Zoologisches und Tiermedizinisches Museum mit Hohenheimer Holzbibliothek".[124]

- Het Carl-Zeiss-Planetarium is een van de grootste van Europa. Het planetarium ging open in april 1977 als "Stuttgarter Planetarium" en kreeg naar aanleiding van de honderdste overlijdensdag van Carl Zeiss in 1988 zijn huidige naam.[125][126]

- Straßenbahnwelt Stuttgart is een museum van de vervoersmaatschappij Stuttgarter Straßenbahnen (SSB) dat zich sinds juli 2009 in het beschermde, uit 1929 daterende tramdepot in Bad Cannstatt bevindt.[127] Het museum beschikt over een uitgebreide collectie historische voertuigen. Sommige hiervan worden in een bruikbare toestand gehouden voor oldtimerritten op zondag.[128]

- In het achttiende-eeuwse Slot Solitude aan de westelijke rand van de stad worden naast concerten ook tentoonstellingen georganiseerd.[129][130][131] In de buurt van het slot bevindt zich ook het Museum Fritz von Graevenitz, dat sinds 1971 werk van de beeldhouwer en schilder Fritz von Graevenitz tentoonstelt.[132][133]

- Het uit 1840 daterende Wilhelmspalais, waar van 1965 tot 2011 de stadsbibliotheek ondergebracht was, wordt momenteel omgebouwd tot een nieuw Stadtmuseum dat vermoedelijk in 2017 de deuren zal openen.[134][135]

##### Kleinere en lokale musea

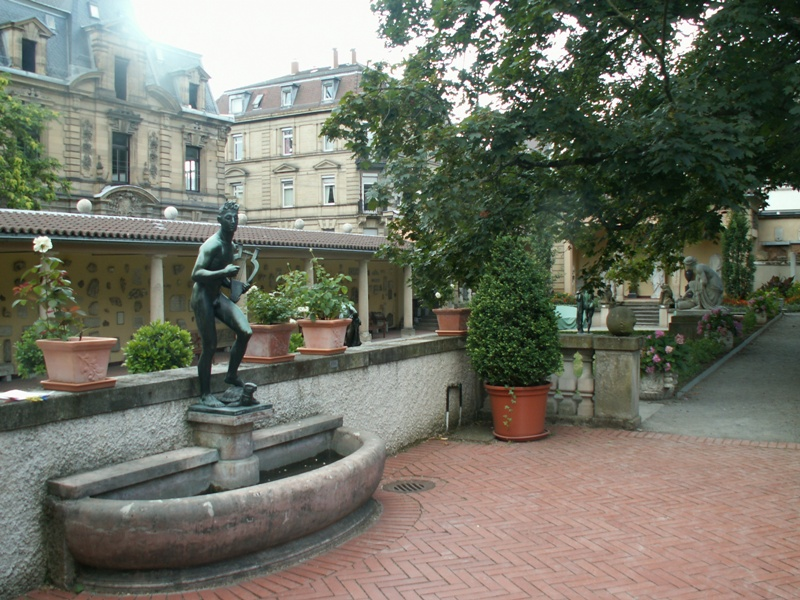
Stedelijk Lapidarium

Stuttgart telt ook enkele kleinere musea.
- Het Hegel-Haus is de geboorteplaats van de filosoof Georg Wilhelm Friedrich Hegel. Het werd tijdens de Tweede Wereldoorlog niet vernield en is nu een van de 98 literaire musea in Baden-Württemberg.[136] In het Hegel-Haus vinden ook regelmatig lezingen plaats.[137][138]

- Het Städtisches Lapidarium is een klein park dat sinds 1950 als openluchtmuseum ingericht is. Het museum is enkel open in de periode mei-oktober; in deze periode worden ook lezingen en andere culturele evenementen georganiseerd.[139]

- Het Theodor-Heuss-Haus in het noordwesten van de stad was de laatste woonplaats van Theodor Heuss, de eerste president van de Duitse Bondsrepubliek. De stichting Bundespräsident-Theodor-Heuss-Haus verwierf het gebouw in 1995 en opende het in 2002 als herdenkingsplaats en museum. Drie van de ruimtes in het huis werden gereconstrueerd om een idee te geven van de woonstijl van de jaren 1960. In het tuinverdiep bevindt zich een tentoonstelling over leven en werk van Theodor Heuss. Daarnaast zijn er tijdelijke tentoonstellingen, culturele evenementen en evenementen voor kinderen en jongeren.[140][141]

- Het Weissenhofmuseum bevindt zich in een door Le Corbusier ontworpen dubbelwoning in het noorden van de stad. De tentoonstelling in de ene woning gaat over de geschiedenis van de Weissenhofsiedlung, de andere tentoonstelling gaat over 1927, het jaar van de tentoonstelling van de Deutscher Werkbund.[142][143] Eveneens aan het Weissenhof bevindt zich de "architekturgalerie am weißenhof", dat over hedendaagse architectuur en stedenbouwkunde gaat.[144][145]

- In mei 2015 opende in Stuttgart het Bijbelmuseum Bibliorama, waar belangrijke momenten uit het leven van 14 Bijbelse figuren veraanschouwelijkt worden.[146]

- In Uhlbach in het oosten bevindt zich sinds 1979 het Weinbaumuseum, dat in 2012 heropende en inzicht geeft in de geschiedenis van de wijnbouw.[147][148] Eveneens in het oosten bevindt zich sinds 2010 het SchweineMuseum, dat talrijke sculpturen, schilderijen en andere voorwerpen rond het varken tentoonstelt.[149][150]

- In de buurt van het stadhuis vindt men ook een speelgoedmuseum.[151]

- Het Heimatmuseum der Deutschen aus Bessarabien werd in 1952 opgericht door een vereniging van Zwaben die na de Tweede Wereldoorlog uit Bessarabië teruggekeerd waren. De collectie bestaat uit kledingstukken, gebruiksvoorwerpen, schilderijen, tekeningen, documenten en andere voorwerpen van de negentiende eeuw tot de jaren 1940.[152][153]

- In het Feuerwehrmuseum zijn onder andere 25 brandweerwagens uit de periode 1940–1980 te zien; de meeste van deze wagens werden door de brandweer van Stuttgart gebruikt.[154][155] In Untertürkheim vindt men bovendien ook nog een brandweerhelmenmuseum.[156][157]

- In Möhringen bevindt zich sinds 2008 het Gottlob-Auwärter-Museum over de geschiedenis van de familie Auwärter en hun autobusmerk NEOPLAN.[158][159]

- Het Stuttgarter Turmuhrenarchiv in Bad Cannstatt ontstond in 1981 en stelt torenklokken van na 1800 tentoon. Torenklokken worden hier ook gerestaureerd. Het museum is enkel te bezoeken op afspraak.[160][161]

- In maart 2015 opende in Bad Cannstatt het Polizeimuseum; dit museum is het initiatief van een vereniging die zich met de geschiedenis van de politie van Stuttgart bezighoudt.[162][163][164]

- Het Holz-Kanu-Museum in het noorden van Stuttgart gaat over zowel de traditionele als de moderne constructie van houten kano's.[165]

Sommige stadsdelen hebben musea over hun lokale geschiedenis.
- Het Heimatmuseum Möhringen ontstond in 1934 uit een burgerinitiatief en later met privéschenkingen uitgebreid. De collectie bevat vooral documenten en objecten uit de geschiedenis van families, verenigingen, landbouw, textielproductie en industrie in Möhringen.[166] Het museum wordt open gehouden door een team van vrijwilligers, die op hun eigen website bijkomende uitleg geven over rariteiten uit de collectie en de geschiedenis van Möhringen.[167]

- Het Stadtmuseum Bad Cannstatt werd in 1959 op initiatief van inwoners van Bad Cannstatt geopend en toont objecten uit de lokale geschiedenis sinds de steentijd.[168]

- Het MUSE-O werd in 2005 door de in 1998 gestichte Museumsverein Stuttgart-Ost geopend. Naast tentoonstellingen over de lokale en culturele geschiedenis biedt het ook plaats een lokale verenigingen.[169][170] Eveneens in het oosten bevindt zich het Ortsmuseum Untertürkheim/Rotenberg.[171]

- Ook het stadsdeel Stammheim heeft een Heimatmuseum.[172]

- Het Museum zur Geschichte Hohenheims bevindt zich op de campus van de Universität Hohenheim.[173] De Heimatstube Hedelfingen bevindt zich sinds 1989 in het zogenaamde "Altes Haus" en toont vooral oude landbouwwerktuigen.[174]

- Het Haus der Musik is een museum met vier verdiepingen. Het toont muziekinstrumenten en gaat in op de klank en de geschiedenis.

### Internationale cultuur
Sinds 1999 vinden in de regio Stuttgart-Tübingen elk jaar in oktober-november de "französische Wochen" plaats. Tijdens deze periode worden tentoonstellingen, concerten, lezingen en film- en theatervoorstellingen georganiseerd die de Duits-Franse betrekkingen illustreren en stimuleren. Sinds 2010 is de organisatie in handen van het Institut français.
Andere voorbeelden van internationale cultuur zijn het jaarlijkse Indian Film Festival, de American Days, de Duits-Turkse cabaretweek, het Afrika Festival en de Armenische Kulturtage.

### Sport
Stuttgart geniet in de sportwereld bekendheid door zijn jaarlijkse tennistoernooi. Van 1978 tot 2015 werd dit toernooi op gravel gespeeld en vond het plaats in juli, na Wimbledon en vanaf 2015 wordt het op gras gespeeld en is het onderdeel van het grasseizoen ter voorbereiding op Wimbledon. Het is daarom verplaatst naar de maand juni. Het vindt sindsdien plaats in de week na Roland Garros. Hiermee is dit toernooi na het toernooi van Halle het tweede Duitse grastoernooi. Het WK atletiek vond er in 1993 plaats en in 2007 werden in Stuttgart de wereldkampioenschappen wielrennen, handbal en turnen georganiseerd. In 1987 was Stuttgart aankomstplaats van een etappe in wielerkoers Ronde van Frankrijk.
De stad heeft één grote voetbalclub; VfB Stuttgart (de "roden"), die plaatselijk concurrentie heeft van de Stuttgarter Kickers (de "blauwen"). Voor de oorlog waren ook Stuttgarter SC en Sportfreunde Stuttgart actief op het hoogste niveau, maar deze clubs zijn intussen weggezakt. Alleen de Kickers spelen nog in hogere reeksen, maar vormen geen concurrentie voor VfB.
De MHPArena, die tot 1993 Neckarstadion heette, is de thuisbasis van VfB Stuttgart en werd gebruikt voor het WK atletiek van 1993, de WK's voetbal van 1974 en 2006 en de EK's voetbal van 1988 en 2024. Tevens was het stadion in 1988 gastheer van de Europacup 1 finale die door het Eindhovense PSV na strafschoppen werd gewonnen van het Portugese Benfica.
In 2024 was Stuttgart een van de speelsteden van het EK voetbal 2024. Ook hiervoor werd de MHPArena door de UEFA aangewezen.

## Onderwijs en onderzoek
In Stuttgart bevinden zich talrijke onderzoekscentra en instellingen voor hoger onderwijs. Bijvoorbeeld:
- De Universiteit van Stuttgart (Universität Stuttgart),[184]
- Meerdere instituten van de Fraunhofer-Gesellschaft,[185]
- Een instituut van de Max-Planck-Gesellschaft,[186]
- De Universität Hohenheim,[187]
- De Staatliche Hochschule für Musik und Darstellende Kunst Stuttgart,[188]
- De Staatliche Akademie der Bildenden Künste Stuttgart,[189]
- De Hochschule der Medien (HdM),[190]
- De Hochschule für Technik Stuttgart (HFT),[191]
- De Hochschule Macromedia (tot 2012 Macromedia Hochschule für Medien und Kommunikation of MHMK).[192]

Buiten het reguliere onderwijssysteem bestaan er ook nog andere opleidingsmogelijkheden, zoals de Volkshochschule (VHS) Stuttgart, waar cursussen georganiseerd worden in verband met maatschappij en politiek, cultuur, milieu, gezondheid, beweging, talen, informatica en andere, sterker beroepsgerichte, onderwerpen.
Verder worden bijvoorbeeld ook nog taalcursussen aangeboden door het Institut français en het Istituto Italiano di Cultura di Stoccarda/Italienisches Kulturinstitut Stuttgart.
In het voorjaar van 2015 opent het Confucius Instituut een vestiging in Stuttgart; het Confucius Instituut werkt hiervoor samen met de Hochschule der Medien (HdM), de Universität Hohenheim en het Beijing Institute of Graphic Communication.
Eveneens buiten het normale onderwijskader vallen de opleiding voor mensen die als vrijwilliger werken, zoals de opleiding van frEE Akademie. Deze opleidingen omvatten kennis en vaardigheden die in verenigingen nuttig zijn, zoals verenigingsrecht, boekhouding, het modereren van vergaderen, presentatietechnieken, enzovoort.

### Bibliotheken en archieven
Stuttgart heeft meer dan 120 bibliotheken. De vier grootste zijn de stadsbibliotheek, de universiteitsbibliotheek Hohenheim, de universiteitsbibliotheek Stuttgart en de Württembergische Landesbibliothek. Een overzicht van alle bibliotheken vindt men op de webpagina "Bibliotheken" van de stad Stuttgart.
De stadsbibliotheek van Stuttgart beschikt over een centrale bibliotheek, 17 filialen in de meeste stadsdelen en twee bibliotheekbussen. In oktober 2011 heropende de hoofdbibliotheek in een nieuw, kubusvormig gebouw ontworpen door de Koreaanse architect Eun Young Yi. Stuttgarters die de vormgeving van het gebouw niet wisten te smaken, gaven het de bijnaam "Bücherknast" (boekengevangenis). Voor kinderen en jongeren tot 18 jaar is het gebruik van de bibliotheek gratis. Bezoekers kunnen zowel met hun eigen laptops als met laptops van de bibliotheek het draadloos netwerk gebruiken. Er zijn ook aparte ruimtes waar studenten en scholieren samen kunnen studeren. Boeken en andere media kunnen aan zelfscanbalies uitgeleend worden. In 2013 werd de stadsbibliotheek van Stuttgart door de Deutscher Bibliotheksverband uitgeroepen tot bibliotheek van het jaar.
De Württembergische Landesbibliothek (WLB) is met 5,4 miljoen "media-eenheden", waarvan 3,5 miljoen boeken, de grootste wetenschappelijk bibliotheek van Baden-Württemberg. Haar collectie omvat ook handschriften, bijbels en incunabels. Verder huisvest de WLB onder andere nog het Hölderlin-Archiv en het Stefan George-Archiv.
De universiteitsbibliotheek Stuttgart is een wetenschappelijke bibliotheek met een vestiging in het stadscentrum en een in Vaihingen. Het bestand omvat meer dan 1,3 miljoen boeken, meer dan 24.000 tijdschriften en verwerkt meer dan een half miljoen ontleningen per jaar.
Het Landesarchiv Baden-Württemberg/Hauptstaatsarchiv Stuttgart doet dienst als archief voor de ministeries van Baden-Württemberg en is tevens het archief van de vroegere autoriteiten van Württemberg.
Naast de bibliotheken van hogescholen en de archieven bestaan er meer gespecialiseerde bibliotheken.
De bibliotheek van het Institut für Auslandsbeziehungen (ifa) bezit een collectie over onderwerpen zoals buitenlandse politiek en internationale culturele betrekkingen, interculturele communicatie, nationale stereotypes, minderheden en migratie, en Duitstalige groepen buiten Duitsland.
De bibliotheek van het stadhuis (Rathausbibliothek) vindt haar oorsprong in de zestiende eeuw en is in de eerste plaats een juridische vakbibliotheek voor medewerkers van het stadsbestuur. Externe bezoekers kunnen echter ook toegang krijgen.
De Landeskirchliche Zentralbibliothek Stuttgart is de grootste theologische vakbibliotheek van de evangelische kerk in Duitsland.
Ook enkele grote musea hebben eigen bibliotheken, zo b.v. het Staatliches Museum für Naturkunde (meer dan 100.000 boeken), de Staatsgalerie (120.000 "media-eenheden"), het Landesmuseum (90.000 boeken en 230 tijdschriften) en het Linden-Museum (50.000 boeken en 250 lopende tijdschriften en jaarboeken).
De Internationale Bachakademie Stuttgart heeft een bibliotheek over het werk van de familie Bach en aanverwante onderwerpen.

## Media
De Südwestrundfunk (SWR) is in Stuttgart gevestigd, zoals dat ook gold voor een van zijn beide voorlopers, de Süddeutscher Rundfunk. De televisietoren in het stadsdeel Degerloch, die in 1956 werd voltooid, is een van de symbolen van de stad en wordt door de SWR geëxploiteerd. Het station Regio TV Stuttgart zendt een regionaal programma uit.
In Stuttgart verschijnen twee plaatselijke dagbladen, de Stuttgarter Zeitung en de Stuttgarter Nachrichten, die beide worden uitgegeven door de Stuttgarter Nachrichten Verlagsgesellschaft. De Stuttgarter Zeitung is de grootste van de twee en is tot ver buiten de stad verkrijgbaar. In het stadsdeel Bad Cannstatt verschijnt de Cannstatter Zeitung en in Untertürkheim de Untertürkheimer Zeitung, die daar een kopblad van is.